# Spathiostenus glabrivertex
Spathiostenus glabrivertex är en stekelart som beskrevs av Belokobylskij, Iqbal och Austin 2004. Spathiostenus glabrivertex ingår i släktet Spathiostenus och familjen bracksteklar. Inga underarter finns listade i Catalogue of Life.